# سابولچ دتره
سابولچ دترِه (مجاری: Detre Szabolcs؛ زادهٔ ۷ مارس ۱۹۴۷) قایقران قایق بادبانی اهل مجارستان است.